# Satanic Surfers
A Satanic Surfers svéd skate punk együttes.

## Története
1989-ben alakult, a következő felállással: Erik Kronwall - ének, Rodrigo Alfaro - dob. Hozzájuk csatlakozott Frederik Jakobsen és Magnus Blixtberg gitáros, illetve Tomek Sokolowski basszusgitáros. Első nagylemezük 1996-ban jelent meg. 1994-es középlemezükön Ulf Erikssen énekelt, és Alfaro vette át az énekesi szerepet. Alfaro a mai napig a Satanic Surfers énekese (Erik Kronwall 1989-től 1994-ig volt a zenekar tagja). Lemezeiket a Burning Heart Records és Bad Taste Records kiadók jelentetik meg.

## Tagok
- Rodrigo Alfaro - dob (1989-2001, 2019-), ének (1994-2007, 2014-)
- Magnus Blixtberg - gitár (1993-2006, 2014-)
- Max Huddén - gitár (2016-)
- Andy Dahlström - basszusgitár (2003-2007, 2014-)

## Korábbi tagok
- Erik Kornwall - ének (1989-1994)
- Ulf Eriksson - ének (1994)
- Fredrik Jakobsen - gitár (1989-2007)
- Dana Johansson - gitár (2006-2007, 2014-2016)
- Tomek Sokolowski - basszusgitár (1989-1999)
- Magnus Blixtberg - basszusgitár (1999-2003)
- Martin Svensson - dob (2001-2002)
- Robert Samsonovitz - dob (2004-2007)
- Stefan Larsson - dob (2015-2019)

## Diszkográfia
- Hero of Our Time (1996)
- 666 Motor Inn (1997)
- Going Nowhere Fast (1999)
- Fragments and Fractions (2000)
- Unconsciously Confined (2002)
- Taste the Poison (2005)
- Back from Hell (2018)

## Egyéb kiadványok
- Meathook Love (demó, 1991)
- Skate to Hell (EP, 1993)
- Keep Out (EP, 1994)
- Ten Foot Pole & Satanic Surfers Split EP (1995)
- Songs from the Crypt (2000)